# راب هایلز
راب هایلز (انگلیسی: Rob Hayles؛ زادهٔ ۲۱ ژانویهٔ ۱۹۷۳) دوچرخه‌سوار اهل بریتانیا است.
وی در مسابقات کشوری و بین‌المللی در مجموع برندهٔ ۳ مدال طلا، ۷ مدال نقره، ۳ مدال برنز شده‌است.